# Pools of diversity
Pools of diversity is het tweede studioalbum van de combinatie Steve Smith van Volt en Tylas Cyndrome. De muziek is nauwelijks veranderd sinds hun vorige album. Smith had in 2013 inspiratie. Van Volt verscheen voor het eerst sinds jaren ook nieuw werk in de gedaante van het album Particles.

## Musici
- Steve Smith – toetsinstrumenten, elektronica
- Les Sims – elektronisch en akoestisch slagwerk en percussie
- Alan Ford – akoestische en elektrische gitaar

## Muziek
| Nr. | Titel                        | Duur  |
| --- | ---------------------------- | ----- |
| 1.  | Ghost ship (Smith, Ford)     | 11:22 |
| 2.  | Orbit (Smith)                | 12:38 |
| 3.  | Requiem (Smith)              | 8:03  |
| 4.  | Interstellar highway (Smith) | 12:17 |
| 5.  | Trilian suns (Smith)         | 10:03 |
| 6.  | The main event (Smith, Ford) | 8:05  |